# Sebastiano Fulci
Sebastiano Fulci (Messina, 30 giugno 1901 – 16 agosto 1980) è stato un politico italiano.

## Biografia
Eletto deputato del PLI subentrando nel 1967 al defunto Bartolomeo Cannizzo e rieletto nel 1968. Restò in Parlamento fino al 1972.
Era il padre di Francesco Paolo Fulci, diplomatico italiano, già ambasciatore presso le Nazioni Unite, in pensione dal 2000, e dal 2011 al 2019, presidente della Ferrero. Il nipote e suo omonimo, Sebastiano Fulci Jr (1966), ha intrapreso anch'egli la carriera diplomatica.